# Нова течія
Нова течія (латис. Jaunā strāva) в історії Латвії ― масовий лівий соціально-політичний рух, що існував під час Першого латиського національного пробудження (провідну роль у якому відігравали молоді латвійці починаючи від 1850-х до 1880-х років), вищою точкою розвитку якого була Революція 1905 року. Учасників руху називали «новотечійцями» (латис. jaunstrāvnieki).

## Історія
Зародження Нової течії зазвичай датується 1886 роком, коли газета руху Dienas Lapa («Щоденний листок») була заснована Петерісом Бісеніксом, який завідував Ризьким союзом робітників. Петеріс Стучка, який згодом очолив латвійських більшовиків, став редактором Dienas Lapa в 1888 році. З 1891 по 1896 рік редакторами газети були Бісенікс і Райніс. Райніс, який став одним з видатних латиських літературних діячів, також став одним з головних новотечійців. У 1896-97 роках газета звертається до соціалізму (Стучка знову стає редактором в цей час). Міністерство внутрішніх справ в 1897 році закриває газету, після чого та займає більш помірковані позиції під редакцією філософа і публіциста Петеріса Заліте між 1899 і 1903 роками. Незважаючи на свою поміркованість при Заліте, газета знову не проходить цензуру. Вона відкривається повторно в 1905 році як газета соціал-демократичного спрямування до свого остаточного закриття.

## Оцінки
Історик Арведс Швабе описує Нову течію як «першу організацію, пов'язану з політичним пробудженням латиського робітничого класу, яка займалася пропагандою соціалістичних ідей».
Урбанізація призвела до зростання пролетаріату, який був благодатним ґрунтом для ідей західноєвропейського соціалізму, що збіглося зі втратою популярності молодолатишами, чиї ідеї були близькими до національного романтизму за своїм духом. У цей час зростала відчуженість між підприємцями й бідняками, а провідні націоналісти тієї епохи були заарештовані і заслані. У 1893 році Райніс контрабандою привіз німецьку марксистську літературу до Латвії в багажі: це були роботи Карла Маркса, Фрідріха Енгельса і Карла Каутського. Цей «багаж з небезпечним вмістом», як її назвав історик Улдіс Германіс, послужив насінням для створення Латвійської соціал-демократичної партії.